# Dorothy (serie televisiva)
Dorothy  è una serie televisiva statunitense in 4 episodi trasmessi per la prima volta nel corso di una sola stagione nel 1979.
È una sitcom scolastica di breve durata incentrata sulle vicende della professoressa di arte drammatica Dorothy Banks, interpretata da Dorothy Loudon.

## Trama
Dorothy Banks è un'insegnante di musica in un college femminile, l'Hannah Huntley School. Dorothy ha un passato come attrice a Broadway ed è divorziata. Il suo modo inusuale di porsi alle sue studentesse la porta ad avere qualche contrasto con i vertici dell'istituto ma al contempo ad un rapporto sincero con le ragazze.

## Personaggi e interpreti
- Dorothy Banks (4 episodi, 1979), interpretata da Dorothy Loudon.
- Jack Landis (4 episodi, 1979), interpretato da Kip Gilman.
È l'insegnante di biologia.
- Cissy (4 episodi, 1979), interpretata da Elissa Leeds.
È una studentessa.
- Frankie (4 episodi, 1979), interpretata da Linda Manz.
È una studentessa.
- Lorna Cathcart (4 episodi, 1979), interpretata da Priscilla Morrill.
È l'insegnante di francese.
- Burton Foley (4 episodi, 1979), interpretato da Russell Nype.
- Meredith (3 episodi, 1979), interpretata da Susan Brecht.
È una studentessa.
- Mrs. Foley (3 episodi, 1979), interpretata da Irene Tedrow.
È la direttrice della scuola.
- Margo (2 episodi, 1979), interpretata da Michele Greene.
È una studentessa.

## Produzione
La serie fu prodotta da Konigsberg Company e Warner Bros. Television Le musiche furono composte da Bill Dyer e Billy Goldenberg. Il regista è John Rich.

### Sceneggiatori
Tra gli sceneggiatori sono accreditati:
- Rick Hawkins in 2 episodi (1979)
- Liz Sage in 2 episodi (1979)

## Distribuzione
La serie fu trasmessa negli Stati Uniti dall'8 agosto 1979 al 29 agosto 1979 sulla rete televisiva CBS. In Italia è stata trasmessa con il titolo Dorothy.

## Episodi
| Stagione       | Episodi | Prima TV USA |
| -------------- | ------- | ------------ |
| Prima stagione | 4       | 1979         |